# Dinopithecus
Genre
Espèce
Dinopithecus (littéralement « singe terrible ») est un genre fossile de primates de grande taille, apparenté aux babouins, ayant vécu durant le Pléistocène inférieur en Afrique du Sud et en Éthiopie,. Il a été nommé en 1937 par le paléontologue écossais Robert Broom. La seule espèce actuellement reconnue est Dinopithecus ingens, tandis que D. quadratirostris a été reclassée dans le genre Soromandrillus (it).

## Fossiles
Selon Paleobiology Database en 2025, ce genre a deux collections référencées de fossiles. Ces deux collections de fossiles sont du Pléistocène inférieur du Quaternaire, c'est-à-dire datent de 2,58-0,774 Ma avant notre ère .

## Description
Dinopithecus ingens était environ trois à quatre fois plus grand que les plus gros babouins modernes. Les mâles pesaient en moyenne 49 kg, les femelles environ 31 kg, selon des estimations fondées sur les molaires. Certains mâles adultes pouvaient atteindre jusqu’à 77 kg. Sa principale caractéristique distincte est sa très grande taille, surpassant les autres membres de la tribu Papionini. Les seules autres espèces comparables en taille sont Theropithecus brumpti (en) et Theropithecus oswaldi, bien que leurs caractéristiques dentaires diffèrent de celles de Dinopithecus. Dans l’ensemble, le crâne de Dinopithecus est similaire à celui des babouins modernes, bien qu’il manque en général les fosses faciales (dépressions sur le museau et la mâchoire inférieure) et les crêtes maxillaires,. Pour ces raisons, certains chercheurs considèrent Dinopithecus comme un sous-genre de Papio,.

## Distribution
Les fossiles de Dinopithecus ont été découverts dans plusieurs sites de grottes sud-africaines datant du début du Pléistocène, notamment à Skurweberg, Swartkrans (membre 1) et Sterkfontein (membre 4 ou 5, probablement membre 4),.

## Paléobiologie
La majorité des papionins actuels sont omnivores et consomment une grande variété de parties de plantes facilement digestibles, comme les fruits, ainsi que des insectes, d'autres invertébrés et de petits vertébrés. Une étude isotopique du carbone sur l’émail dentaire de Dinopithecus a révélé une consommation très faible d’herbes et d'autres éléments caractéristiques des savanes par rapport aux autres primates du Plio-Pléistocène sud-africain. L’analyse de l’usure dentaire microscopique a montré des similitudes avec celle du babouin jaune (Papio cynocephalus), ce qui suggère un régime alimentaire omnivore généraliste. Une étude morphologique a également indiqué une forte consommation de fruits et une faible consommation de feuilles.
Aucun os postcrânien (membres, bassin, etc.) n’a été attribué de manière certaine à Dinopithecus. Son mode de locomotion exact reste donc inconnu. Toutefois, étant donné sa grande taille, il est probable que l’espèce se déplaçait principalement au sol, de façon quadrupède[réf. nécessaire].

## Culture populaire

### Jeux vidéo
Dinopithecus apparait dans le jeu vidéo ARK: Survival Evolved, plus spécifiquement dans l'extension Lost Island.